# Top 14 2020-21
El Top 14 2020-21 fue la 122.ª edición del Campeonato Francés de rugby. En este campeonato se enfrentan los catorce mejores equipos de Francia.
El torneo se volvió a reanudar luego de la cancelación de la temporada 2019-20 debido a la pandemia de coronavirus.

## Equipos participantes
| Equipo           | Ciudad             | Estadio                         | Capacidad |
| ---------------- | ------------------ | ------------------------------- | --------- |
| Agen             | Agen               | Stade Armandie                  | 13 863    |
| Bayonne          | Bayonne            | Stade Jean Dauger               | 16 934    |
| Bordeaux Bègles  | Bordeaux           | Stade Chaban-Delmas             | 33 500    |
| Brive            | Brive-la-Gaillarde | Stade Amédée-Domenech           | 13 979    |
| Castres          | Castres            | Stade Pierre-Fabre              | 12 500    |
| Clermont         | Clermont-Ferrand   | Parc des Sports Marcel Michelin | 19 022    |
| La Rochelle      | La Rochelle        | Stade Marcel-Deflandre          | 16 000    |
| Lyon             | Lyon               | Stade de Gerland                | 25 000    |
| Montpellier      | Montpellier        | Altrad Stadium                  | 15 697    |
| Section Palois   | Pau                | Stade du Hameau                 | 18 324    |
| Racing 92        | Nanterre           | Paris La Défense Arena          | 30 681    |
| Stade Français   | Paris              | Stade Jean-Bouin                | 20 000    |
| Toulon           | Toulon             | Stade Mayol                     | 18 200    |
| Stade Toulousain | Toulouse           | Stade Ernest-Wallon             | 18 754    |

## Clasificación
Actualizado a últimos partidos disputados el 5 de junio de 2021 (26.ª Jornada).
| Pos. | Equipo          | Encuentros | Encuentros | Encuentros | Encuentros | Tantos | Tantos | Tantos | PB | PB | Puntos |
| Pos. | Equipo          | PJ         | PG         | PE         | PP         | F      | C      | Dif    | BO | BD | Puntos |
| ---- | --------------- | ---------- | ---------- | ---------- | ---------- | ------ | ------ | ------ | -- | -- | ------ |
| 1.º  | Toulouse        | 26         | 17         | 1          | 8          | 767    | 557    | +210   | 8  | 3  | 81     |
| 2.º  | La Rochelle     | 26         | 17         | 0          | 9          | 726    | 452    | +274   | 6  | 4  | 78     |
| 3.º  | Racing 92       | 26         | 17         | 0          | 9          | 757    | 577    | +180   | 6  | 4  | 78     |
| 4.º  | Bordeaux Bègles | 26         | 15         | 1          | 10         | 740    | 546    | +216   | 7  | 3  | 72     |
| 5.º  | Clermont        | 26         | 15         | 1          | 10         | 830    | 619    | +211   | 6  | 5  | 71     |
| 6.º  | Stade Français  | 26         | 15         | 0          | 11         | 701    | 622    | +79    | 6  | 6  | 70     |
| 7.º  | Castres         | 26         | 15         | 1          | 10         | 625    | 676    | −51    | 3  | 5  | 69     |
| 8.º  | Toulon          | 26         | 14         | 0          | 13         | 641    | 605    | +36    | 7  | 4  | 66     |
| 9.º  | Lyon            | 26         | 14         | 1          | 11         | 678    | 568    | +110   | 3  | 4  | 65     |
| 10.º | Montpellier     | 26         | 10         | 0          | 16         | 579    | 615    | –36    | 6  | 9  | 54     |
| 11.º | Brive           | 26         | 11         | 0          | 15         | 585    | 711    | −126   | 2  | 5  | 51     |
| 12.º | Pau             | 26         | 9          | 1          | 16         | 688    | 752    | −64    | 3  | 10 | 46     |
| 13.º | Bayonne         | 26         | 10         | 0          | 16         | 565    | 796    | −231   | 1  | 5  | 46     |
| 14.º | Agen            | 26         | 0          | 0          | 26         | 315    | 1101   | −696   | 0  | 2  | 2      |

Nota: Se otorgan 4 puntos al equipo que gane un partido, 2 al que empate y 0 al que pierda
Puntos Bonus: 1 punto por convertir 4 tries o más en un partido y 1 al equipo que pierda por no más de 7 tantos de diferencia
|  | Clasificados directamente a semifinales y promovidos para la Copa de Campeones Europeos de Rugby 2021-22. |
|  | Clasificados para la reclasificación y promovidos para la Copa de Campeones Europeos de Rugby 2021-22.    |
|  | Repechaje con finalista de la ProD2                                                                       |
|  | Descenso a ProD2                                                                                          |

## Resultados
| 1.ª jornada | 1.ª jornada             | 1.ª jornada |
| Fecha       | Partido                 | Resultado   |
| ----------- | ----------------------- | ----------- |
| 04-09-20    | Montpellier - Pau       | 23-26       |
| 05-09-20    | La Rochelle - Toulon    | 29-15       |
| 05-09-20    | Lyon - Racing 92        | 23-27       |
| 05-09-20    | Agen - Castres          | 22-26       |
| 06-09-20    | Brive - Bayonne         | 42-23       |
| 06-09-20    | Clermont - Toulouse     | 33-30       |
| 21-11-20    | Stade Français - Bègles | 26-16       |

| 2.ª jornada | 2.ª jornada              | 2.ª jornada |
| Fecha       | Partido                  | Resultado   |
| ----------- | ------------------------ | ----------- |
| 11-09-20    | Pau - Agen               | 33-23       |
| 11-09-20    | Racing - Montpellier     | 41-17       |
| 12-09-20    | Toulouse - La Rochelle   | 39-23       |
| 12-09-20    | Bègles - Brive           | 25-20       |
| 12-09-20    | Bayonne - Clermont       | 21-19       |
| 13-09-20    | Castres - Stade Français | 16-22       |
| 13-09-20    | Toulon - Lyon            | 36-14       |

| 3.ª jornada | 3.ª jornada              | 3.ª jornada |
| Fecha       | Partido                  | Resultado   |
| ----------- | ------------------------ | ----------- |
| 02-10-20    | Brive - Pau              | 19-13       |
| 02-10-20    | Stade Français - Bayonne | 19-26       |
| 03-10-20    | Clermont - Agen          | 31-12       |
| 04-10-20    | Toulouse - Toulon        | 39-19       |
| 05-10-20    | Lyon - Bordeaux-Bègles   | 27-10       |
| 22-11-20    | La Rochelle - Racing 92  | 9-6         |
| 17-01-21    | Montpellier - Castres    | 19-21       |

| 4.ª jornada | 4.ª jornada                | 4.ª jornada |
| Fecha       | Partido                    | Resultado   |
| ----------- | -------------------------- | ----------- |
| 09-10-20    | Bayonne - La Rochelle      | 19-36       |
| 10-10-20    | Toulon - Montpellier       | 25-21       |
| 10-10-20    | Stade Français - Agen      | 3-20        |
| 10-10-20    | Racing 92 - Toulouse       | 24-30       |
| 11-10-20    | Lyon - Pau                 | 29-29       |
| 22-12-20    | Castres - Brive            | 24-25       |
| 16-01-21    | Bordeaux Bègles - Clermont | 16-16       |

| 5.ª jornada | 5.ª jornada               | 5.ª jornada |
| Fecha       | Partido                   | Resultado   |
| ----------- | ------------------------- | ----------- |
| 17-10-20    | Montpellier - Agen        | 42-13       |
| 17-10-20    | Pau - Bordeaux-Bègles     | 29-24       |
| 17-10-20    | La Rochelle - Castres     | 62-3        |
| 17-10-20    | Brive - Toulouse          | 16-36       |
| 18-10-20    | Lyon - Bayonne            | 62-10       |
| 18-10-20    | Clermont - Stade Français | 41-27       |
| 17-01-21    | Racing 92 - Toulon        | 23-29       |

| 6.ª jornada | 6.ª jornada                   | 6.ª jornada |
| Fecha       | Partido                       | Resultado   |
| ----------- | ----------------------------- | ----------- |
| 23-10-20    | Toulon - Castres              | 19-6        |
| 24-10-20    | Toulouse - Lyon               | 7-16        |
| 24-10-20    | Agen - Bayonne                | 15-26       |
| 24-10-20    | Stade Français - Racing 92    | 25-27       |
| 24-10-20    | Clermont - Pau                | 50-29       |
| 25-10-20    | Montpellier - Brive           | 30-6        |
| 25-10-20    | La Rochelle - Bordeaux Bègles | 20-6        |

| 7.ª jornada | 7.ª jornada               | 7.ª jornada |
| Fecha       | Partido                   | Resultado   |
| ----------- | ------------------------- | ----------- |
| 31-10-20    | Brive - Clermont          | 21-43       |
| 31-10-20    | Bordeaux-Bègles - Agen    | 71-5        |
| 31-10-20    | Castres - Racing 92       | 28-26       |
| 01-11-20    | Pau - La Rochelle         | 24-35       |
| 01-11-20    | Stade Français - Toulouse | 48-14       |
| 21-11-20    | Bayonne - Toulon          | 35-29       |
| 06-01-21    | Lyon - Montpellier        | 24-20       |

| 8.ª jornada | 8.ª jornada                  | 8.ª jornada |
| Fecha       | Partido                      | Resultado   |
| ----------- | ---------------------------- | ----------- |
| 06-11-20    | Toulon - Brive               | 35-19       |
| 07-11-20    | Toulouse - Castres           | 16-16       |
| 07-11-20    | Bordeaux Bègles - Bayonne    | 43-19       |
| 07-11-20    | Racing 92 - Pau              | 24-22       |
| 08-11-20    | Agen - Lyon                  | 16-19       |
| 08-11-20    | La Rochelle - Clermont       | 19-10       |
| 06-02-21    | Montpellier - Stade Français | 31-6        |

| 9.ª jornada | 9.ª jornada                  | 9.ª jornada |
| Fecha       | Partido                      | Resultado   |
| ----------- | ---------------------------- | ----------- |
| 13-11-20    | Castres - Bordeaux-Bègles    | 29-30       |
| 14-11-20    | Pau - Toulouse               | 16-22       |
| 14-11-20    | Agen - Toulon                | 9-38        |
| 14-11-20    | Bayonne - Montpellier        | 29-20       |
| 14-11-20    | Brive - Racing 92            | 19-23       |
| 15-11-20    | Stade Français - La Rochelle | 35-13       |
| 05-02-21    | Clermont - Lyon              | 26-18       |

| 10.ª jornada | 10.ª jornada                  | 10.ª jornada |
| Fecha        | Partido                       | Resultado    |
| ------------ | ----------------------------- | ------------ |
| 27-11-20     | Castres - Clermont            | 14-40        |
| 28-11-20     | Toulon - Pau                  | 18-13        |
| 28-11-20     | La Rochelle - Brive           | 36-22        |
| 28-11-20     | Montpellier - Bordeaux Bègles | 22-23        |
| 28-11-20     | Toulouse - Agen               | 63-18        |
| 29-11-20     | Racing 92 - Bayonne           | 43-17        |
| 29-11-20     | Lyon - Stade Français         | 20-19        |

| 11.ª jornada | 11.ª jornada                | 11.ª jornada |
| Fecha        | Partido                     | Resultado    |
| ------------ | --------------------------- | ------------ |
| 04-12-20     | Clermont - Montpellier      | 15-21        |
| 05-12-20     | Bordeaux-Bègles - Racing 92 | 12-17        |
| 05-12-20     | Lyon - La Rochelle          | 22-18        |
| 05-12-20     | Bayonne - Toulouse          | 20-24        |
| 05-12-20     | Agen - Brive                | 6-15         |
| 06-12-20     | Pau - Castres               | 13-17        |
| 06-12-20     | Stade Français - Toulon     | 24-23        |

| 12.ª jornada | 12.ª jornada               | 12.ª jornada |
| Fecha        | Partido                    | Resultado    |
| ------------ | -------------------------- | ------------ |
| 27-12-20     | La Rochelle - Montpellier  | 22-9         |
| 27-12-20     | Pau - Stade Français       | 29-27        |
| 27-12-20     | Racing 92 - Agen           | 45-10        |
| 27-12-20     | Brive - Lyon               | 12-8         |
| 27-12-20     | Toulouse - Bordeaux-Bègles | 45-23        |
| 27-12-20     | Toulon - Clermont          | 27-9         |
| 07-02-21     | Castres - Bayonne          | 31-21        |

| 13.ª jornada | 13.ª jornada             | 13.ª jornada |
| Fecha        | Partido                  | Resultado    |
| ------------ | ------------------------ | ------------ |
| 02-01-21     | Bordeaux-Bègles - Toulon | 31-18        |
| 02-01-21     | Montpellier - Toulouse   | 9-16         |
| 02-01-21     | Agen - La Rochelle       | 13-43        |
| 16-01-21     | Bayonne - Pau            | 22-23        |
| 02-01-21     | Lyon - Castres           | 14-15        |
| 03-01-21     | Clermont - Racing 92     | 22-24        |
| 03-01-21     | Stade Français - Brive   | 51-21        |

| 14.ª jornada | 14.ª jornada              | 14.ª jornada |
| Fecha        | Partido                   | Resultado    |
| ------------ | ------------------------- | ------------ |
| 09-01-21     | Castres - Agen            | 39-23        |
| 10-01-21     | Pau - Clermont            | 31-42        |
| 10-01-21     | Brive - Montpellier       | 23-22        |
| 10-01-21     | Bordeaux-Bègles - Lyon    | 31-9         |
| 10-01-21     | Toulouse - Stade Français | 48-24        |
| 07-02-21     | Racing 92 - La Rochelle   | 26-22        |
| 26-02-21     | Toulon - Bayonne          | 14-16        |

| 15.ª jornada | 15.ª jornada               | 15.ª jornada |
| Fecha        | Partido                    | Resultado    |
| ------------ | -------------------------- | ------------ |
| 29-01-21     | Montpellier - Racing 92    | 22-24        |
| 30-01-21     | Clermont - Bordeaux-Bègles | 36-37        |
| 30-01-21     | Brive - Toulon             | 25-23        |
| 30-01-21     | Lyon - Pau                 | 17-18        |
| 31-01-21     | Stade Français - Castres   | 29-9         |
| 27-02-21     | La Rochelle - Toulouse     | 11-14        |
| 13-03-21     | Bayonne - Agen             | 48-20        |

| 16.ª jornada | 16.ª jornada                     | 16.ª jornada |
| Fecha        | Partido                          | Resultado    |
| ------------ | -------------------------------- | ------------ |
| 12-02-21     | Toulouse - Pau                   | 31-9         |
| 13-02-21     | Bordeaux-Bègles - Stade Français | 44-6         |
| 13-02-21     | Racing 92 - Lyon                 | 34-26        |
| 13-02-21     | Toulon - La Rochelle             | 11-29        |
| 13-02-21     | Castres - Montpellier            | 48-17        |
| 14-02-21     | Bayonne - Brive                  | 26-23        |
| 27-02-21     | Agen - Clermont                  | 16-52        |

| 17.ª jornada | 17.ª jornada                 | 17.ª jornada |
| Fecha        | Partido                      | Resultado    |
| ------------ | ---------------------------- | ------------ |
| 19-02-21     | Racing 92 - Castres          | 23-20        |
| 20-02-21     | Pau - Toulon                 | 29-33        |
| 20-02-21     | Agen - Montpellier           | 19-39        |
| 20-02-21     | Clermont - Bayonne           | 73-3         |
| 20-02-21     | La Rochelle - Stade Français | 16-11        |
| 20-02-21     | Brive - Bordeaux-Bègles      | 25-23        |
| 20-02-21     | Lyon - Toulouse              | 31-23        |

| 18.ª jornada | 18.ª jornada           | 18.ª jornada |
| Fecha        | Partido                | Resultado    |
| ------------ | ---------------------- | ------------ |
| 06-03-21     | Montpellier - Clermont | 22-16        |
| 06-03-21     | Stade Français - Agen  | 40-21        |
| 06-03-21     | Castres - La Rochelle  | 22-15        |
| 06-03-21     | Bayonne - Lyon         | 20-28        |
| 06-03-21     | Toulouse - Brive       | 42-17        |
| 06-03-21     | Toulon - Racing 92     | 25-21        |
| 06-03-21     | Bordeaux-Bègles - Pau  | 29-23        |

| 19.ª jornada | 19.ª jornada                | 19.ª jornada |
| Fecha        | Partido                     | Resultado    |
| ------------ | --------------------------- | ------------ |
| 22-01-21     | La Rochelle - Bayonne       | 40-3         |
| 23-01-21     | Racing 92 - Bordeaux-Bègles | 32-33        |
| 23-01-21     | Clermont - Castres          | 59-19        |
| 23-01-21     | Agen - Toulouse             | 0-59         |
| 23-01-21     | Montpellier - Lyon          | 16-21        |
| 24-01-21     | Pau - Brive                 | 27-32        |
| 24-01-21     | Toulon - Stade Français     | 35-13        |

| 20.ª jornada | 20.ª jornada                  | 20.ª jornada |
| Fecha        | Partido                       | Resultado    |
| ------------ | ----------------------------- | ------------ |
| 27-03-21     | Stade Français - Clermont     | 27-34        |
| 27-03-21     | Bayonne - Racing 92           | 23-13        |
| 27-03-21     | Bordeaux-Bègles - La Rochelle | 11-26        |
| 27-03-21     | Castres - Pau                 | 38-33        |
| 27-03-21     | Brive - Agen                  | 57-3         |
| 27-03-21     | Toulouse - Montpellier        | 16-29        |
| 27-03-21     | Lyon - Toulon                 | 54-16        |

| 21.ª jornada | 21.ª jornada               | 21.ª jornada |
| Fecha        | Partido                    | Resultado    |
| ------------ | -------------------------- | ------------ |
| 16-04-21     | Pau - Bayonne              | 43-33        |
| 17-04-21     | La Rochelle - Lyon         | 38-23        |
| 17-04-21     | Castres - Toulouse         | 26-24        |
| 01-05-21     | Clermont - Brive           | 37-27        |
| 01-05-21     | Racing 92 - Stade Français | 29-35        |
| 11-05-21     | Montpellier - Toulon       | 29-10        |
| 22-05-21     | Agen - Bordeaux-Bègles     | 3-49         |

| 22.ª jornada | 22.ª jornada                  | 22.ª jornada |
| Fecha        | Partido                       | Resultado    |
| ------------ | ----------------------------- | ------------ |
| 24-04-21     | Toulouse - Racing 92          | 34-16        |
| 24-04-21     | Lyon - Clermont               | 41-30        |
| 24-04-21     | Stade Français - Pau          | 46-32        |
| 29-04-21     | Bayonne - Castres             | 23-26        |
| 01-05-21     | Toulon - Agen                 | 34-17        |
| 11-05-21     | Brive - La Rochelle           | 24-12        |
| 25-05-21     | Bordeaux-Bègles - Montpellier | 57-9         |

| 23.ª jornada | 23.ª jornada              | 23.ª jornada |
| Fecha        | Partido                   | Resultado    |
| ------------ | ------------------------- | ------------ |
| 08-05-21     | Castres - Lyon            | 37-29        |
| 08-05-21     | Racing 92 - Clermont      | 45-19        |
| 08-05-21     | Montpellier - La Rochelle | 32-22        |
| 08-05-21     | Bayonne - Bordeaux-Bègles | 22-47        |
| 08-05-21     | Agen - Pau                | 7-47         |
| 08-05-21     | Toulon - Toulouse         | 44-10        |
| 08-05-21     | Brive - Stade Français    | 28-31        |

| 24.ª jornada | 24.ª jornada                 | 24.ª jornada |
| Fecha        | Partido                      | Resultado    |
| ------------ | ---------------------------- | ------------ |
| 14-05-21     | Pau - Racing 92              | 29-35        |
| 15-05-21     | Bordeaux-Bègles - Castres    | 20-16        |
| 15-05-21     | Toulouse - Bayonne           | 28-32        |
| 15-05-21     | La Rochelle - Agen           | 59-0         |
| 15-05-21     | Lyon - Brive                 | 24-7         |
| 15-05-21     | Stade Français - Montpellier | 32-10        |
| 15-05-21     | Clermont - Toulon            | 25-16        |

| 25.ª jornada | 25.ª jornada             | 25.ª jornada |
| Fecha        | Partido                  | Resultado    |
| ------------ | ------------------------ | ------------ |
| 28-05-21     | Stade Français - Lyon    | 46-27        |
| 29-05-21     | Toulon - Bordeaux-Bègles | 25-19        |
| 29-05-21     | Brive - Castres          | 28-33        |
| 29-05-21     | Toulouse - Clermont      | 36-27        |
| 29-05-21     | La Rochelle - Pau        | 51-27        |
| 29-05-21     | Montpellier - Bayonne    | 23-19        |
| 29-05-21     | Agen - Racing 92         | 14-54        |

| 26.ª jornada | 26.ª jornada               | 26.ª jornada |
| Fecha        | Partido                    | Resultado    |
| ------------ | -------------------------- | ------------ |
| 05-06-21     | Clermont - La Rochelle     | 25-20        |
| 05-06-21     | Lyon - Agen                | 52-7         |
| 05-06-21     | Bayonne - Stade Français   | 9-12         |
| 05-06-21     | Bordeaux-Bègles - Toulouse | 10-21        |
| 05-06-21     | Pau - Montpellier          | 41-25        |
| 05-06-21     | Racing 92 - Brive          | 55-12        |
| 05-06-21     | Castres - Toulon           | 46-24        |

## Fase Final

### Cuartos de final
| 11 de junio de 2021 | Racing 92 | 38 - 21 | Stade Français | Paris La Défense Arena, Nanterre |  |

| 12 de junio de 2021 | Bordeaux Bègles | 25 - 16 | Clermont | Stade Jacques Chaban-Delmas, Burdeos |  |

### Semifinal
| 18 de junio de 2021 | La Rochelle | 19 - 6 | Racing 92 | Estadio Pierre-Mauroy, Lille |  |

| 19 de junio de 2021 | Toulouse | 24 - 21 | Bordeaux Bègles | Estadio Pierre-Mauroy, Lille |  |

### Final
| 25 de junio de 2021 | Toulouse | 18 - 8 | La Rochelle | Stade de France, Saint-Denis |  |

| Bandera de Francia     |
| Campeón Toulouse       |
| Vigésimo primer título |

### Promoción Top 14 - Pro D2
| 12 de junio de 2021 | Biarritz | 6 - 6 / 6 - 5 Penales | Bayonne | Estadio Parc des Sports Aguilera, Biarritz |  |

- Biarritz asciende al Top 14 y Bayonne desciende al Pro D2.